# Hermann Buhl (Leichtathlet)

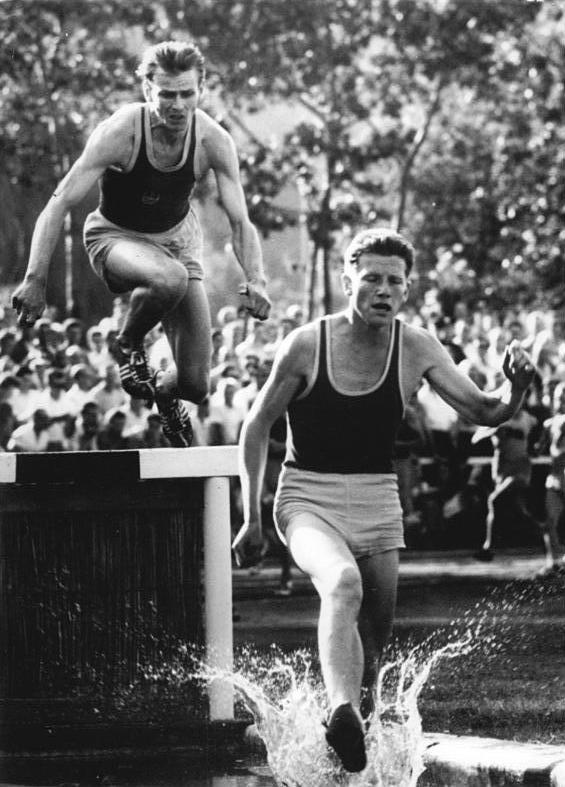
Hermann Buhl (vorn) wird 1958 DDR-Meister im 3000-Meter-Hindernislauf

Hermann Buhl (* 31. Oktober 1935 in Hainsberg; † 22. März 2014 in Reith bei Seefeld) war ein deutscher Leichtathlet. Der Europameisterschaftsvierte von 1962 im 3000-Meter-Hindernislauf wurde später Professor der Medizin.

## Karriere
Buhl gewann 1958 bei den DDR-Meisterschaften im 3000-Meter-Hindernislauf vor Fred Döring. Bei den Europameisterschaften 1958 in Stockholm belegte Buhl im Finale den 11. Platz in 9:03,0 min. 1959 verteidigte Buhl seinen Meistertitel erfolgreich. Bei den Olympischen Spielen 1960 in Rom schied Buhl im Vorlauf aus. 1961 und 1962 siegte Buhl jeweils bei den DDR-Meisterschaften vor Rainer Dörner und Fred Döring. Bei den Europameisterschaften 1962 in Belgrad belegte Buhl in 8:47,2 min den vierten Platz.
Buhl stellte vier DDR-Rekorde im 3000-Meter-Hindernislauf auf. 1958 verbesserte er Friedrich Jankes Rekord um 2,2 Sekunden auf 8:51,2 min, bei seinem vierten Rekord am 3. Juli 1960 lief Buhl 8:34,00 min. Dieser DDR-Rekord wurde von Dieter Hartmann 1966 unterboten. 14 Tage vor Hartmann hatte Manfred Letzerich aus Wiesbaden Buhls Leistung als gesamtdeutschen Rekord verbessert.
Hermann Buhl startete für den ASK Vorwärts Berlin, wo er von Curt Eins trainiert wurde. Bei einer Körpergröße von 1,75 m betrug sein Wettkampfgewicht 63 kg.
Buhl war während seiner Karriere Offizier der NVA. 1973 erwarb Buhl den medizinischen Doktortitel, 1983 legte er die Dissertation B vor und erwarb den Titel eines Professors. Ab 1987 hatte er an der Karl-Marx-Universität Leipzig einen Lehrstuhl für Sportmedizin inne. Zwischen 1972 und 82 war er Verbandsarzt der Leichtathletik-Nationalmannschaft der DDR und von 1985 bis 1990 Nationalmannschaft im Radsport.
Hermann Buhl war Forschungsdirektor des FKS sowie auch Leiter des Höhenmedizinischen Zentrums der DDR in Kienbaum. In dieser Funktion war er am Staatsdoping in der DDR beteiligt und führte u. a. Versuche mit Freizeitsportlern durch, wie die ARD 2021 ermittelte. Dafür wurde er nie zur Rechenschaft gezogen. Buhl bestritt Zeit seines Lebens, in seiner Arbeit am FKS „Zugang zu Doping-Forschungsthemen“ gehabt zu haben. Im Februar 1990 beantwortete Buhl die Frage, ob in der DDR systematisch gedopt worden sei wie folgt: „Es ist gemacht worden. Ein Sprinter, der Weltspitze sein will, der muß es nehmen, dann ist er die halbe Sekunde besser. (…) Das ist in der ganzen Welt so, das haben wir auch so gemacht.“ Eigener Aussage verurteilte Buhl „jede Dopingpraxis – sowohl in der Gegenwart als auch zu DDR-Zeiten“.
Nach der Wende übernahm Hermann Buhl neben Forschungsprofessuren an der Universität Paderborn viele Lehrtätigkeiten z. B. an der Universität Marburg, Gießen und im neuen Jahrtausend einen Lehrstuhl für Sportmedizin an der Universität Würzburg. Hervorzuheben sind neben den Lehrtätigkeiten und den Beschäftigungen als ärztlicher Direktor verschiedener Kurkliniken (Bad Soden, Bavaria, Bad Wildungen) die intensive Auseinandersetzungen mit der Hypoxie (Höhentraining) in Prävention und Sport.
Im März 2014 kehrte Hermann Buhl von einer Wanderung in den Tiroler Alpen nicht zurück. Ein Wanderer fand seine Leiche im August 2014 in einer überwucherten Rinne in hochalpinem Gelände bei Seefeld in Tirol.